# Khalid Abdulraouf
Khaled Abdulraouf Al Zereiqi (Doha, 1990. november 14. –) katari labdarúgó, az Umm Salal középpályása.

## Pályafutása

### A válogatottban
2012. január 23-án mutatkozott be a katari válogatottban a Svédország elleni barátságos mérkőzésen. Az Ázsia-kupa selejtező mérkőzései közül  a Bahrein elleni találkozón vett részt.

## Statisztika

### A válogatottban
| Katar    | Katar | Katar | Katar |
| Év       | Mérk. | Gólok |       |
| -------- | ----- | ----- | ----- |
| 2012     | 1     | 0     |       |
| 2013     | 1     | 0     |       |
| 2014     | 4     | 0     |       |
| Összesen | 6     | 0     |       |

## Sikerei, díjai
El-Dzsais
- Katari bajnokság ezüstérmes: 2013–14, 2015–16
- Katari bajnokság bronzérmes: 2012–13, 2014–15